# Субботин, Владислав Анатольевич
Владисла́в Анато́льевич Суббо́тин (19 февраля 1941 — 20 июля 2010) — доктор наук, профессор, заслуженный тренер России (1985).

## Биография

### Научная карьера
Опубликовал более 50 научных работ по вопросам судостроительства. Профессор Дальневосточной государственной морской академии.

### Спортивная карьера
Заслуженный мастер спорта по судомоделизму с 1985 года. Десятикратный чемпион мира, рекордсмен мира, неоднократный чемпион Европы. Заслуженный тренер России (1985). Подготовил целый ряд известных спортсменов, среди них чемпионы мира и Европы З. М. Субботин, М. Ю. Золотуев, Ю. В. Литвиненко, А. А. Суница.
Награждён медалью «За трудовую доблесть». Заслуженный работник физической культуры и спорта СССР. Вице-президент Федерации судомодельного спорта России.